# Burgruine Aichach
Die Burg  Aichach ist die Ruine einer Höhenburg bei der Ortschaft St. Oswald in Südtirol (Italien).

## Geschichte und Erhaltung
Die Burg wurde 1243 erstmals urkundlich im Zusammenhang mit den Herren von Aichach erwähnt. Nach Streitigkeiten mit den Herren von Kastelruth starb die Linie der Aichacher aus und die Burg ging 1741 in den Besitz der Herren von Kastelruth über. Die Burg wurde allerdings schon 1618 durch Marx Sittich von Wolkenstein als „zerfallenen Schloss Aichach“ beschrieben.
Heute ist von der Burganlage noch die Ringmauer mit, für das Eisacktal untypischen, Schwalbenschwanzzinnen erhalten. Weiterhin das Rundbogentor am Tor mit darüberliegender Rundbogentür zum Wehrgang, der später erhöht wurde. Im Inneren befindet sich ein Spielplatz.

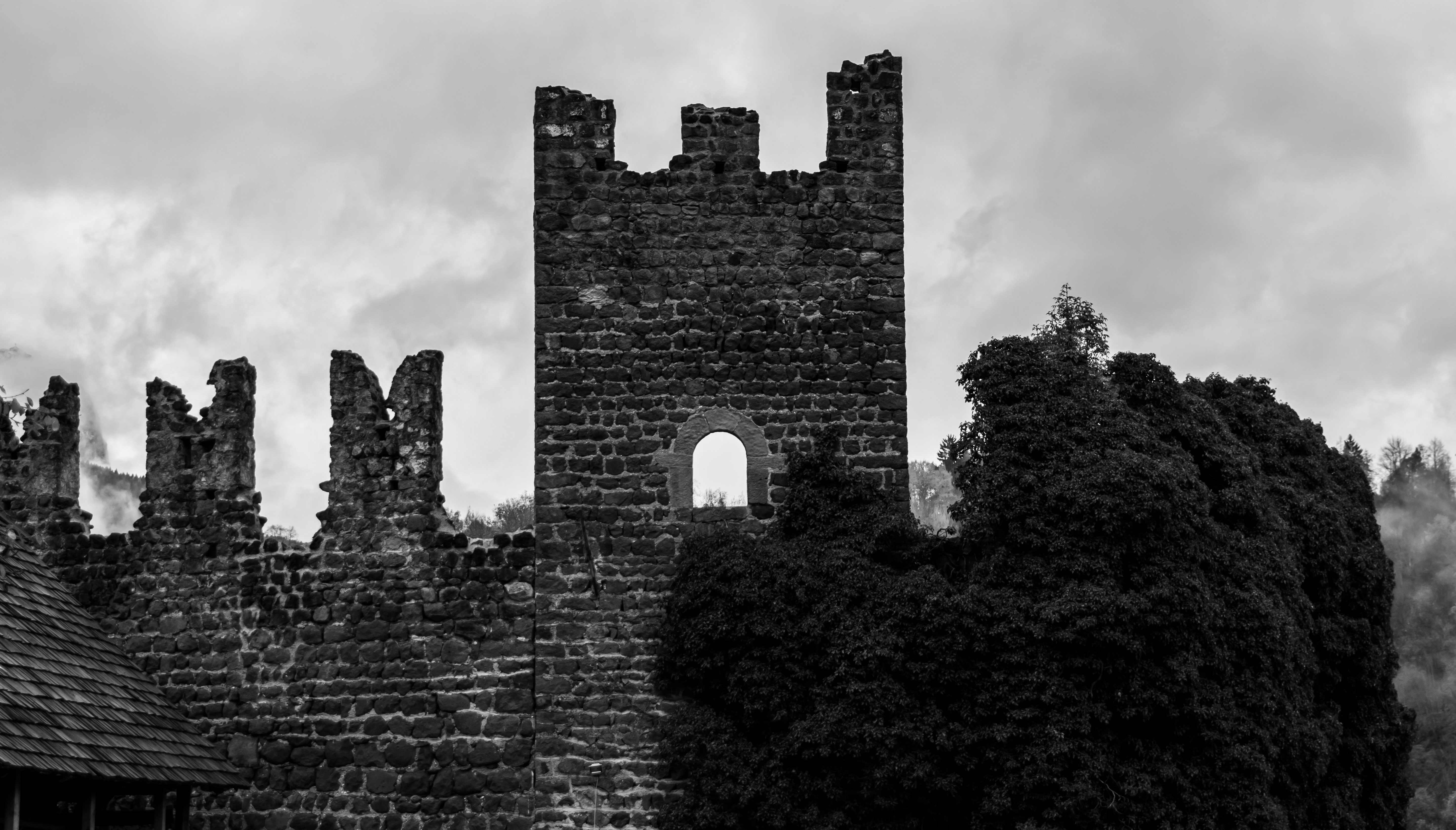
Burgruine Aichach vom Pflegerhof aus gesehen